# Narao Peak
Der Narao Peak ist ein 2974 Meter hoher Gipfel in British Columbia in Kanada.

## Beschreibung
Der Narao Peak liegt unmittelbar südsüdwestlich vom Kicking Horse Pass und innerhalb des Yoho-Nationalparks. Er ist Teil der Bow Range, einer Unterkette der kanadischen Rocky Mountains. Das topografische Relief ist beachtlich, denn der Gipfel erhebt sich in 2 Kilometern Entfernung 1240 Meter über die Narao Lakes. Der nächsthöhere Nachbar ist der Popes Peak, 1,61 Kilometer südöstlich an der Kontinentalscheide gelegen. Der Niederschlagsabfluss vom Narao Peak fließt in die Nebenflüsse des Kicking Horse Rivers. Der Gipfel ist vom British Columbia Highway 1 (dem Trans-Canada Highway) aus sichtbar, und Touristen auf dem Weg zum Lake O’Hara passieren den westlichen Fuß des Berges.

## Geschichte
Die Erstbesteigung des Gipfels erfolgte 1913 durch den Interprovincial Boundary Survey, der anschließend den Berg 1916 nach dem Vorschlag von Samuel Evans Stokes Allen benannte. Samuel E. S. Allen war ein Kartograf, der in den späten 1800er Jahren dieses Gebiet der Rocky Mountains kartografierte und viele Gipfel benannte. Der Mount Allen wurde nach ihm benannt.
Das Wort „Narao“ bedeutet aus der Stoney-Sprache übersetzt „in den Magen geschlagen“, was möglicherweise mit einem Vorfall während der Palliser-Expedition von 1858 zusammenhängt, als ein erschrecktes Pferd James Hector in der Nähe bewusstlos trat, was auch zum Namen Kicking Horse Pass führte.
Der offizielle Name des Berges wurde am 3. April 1952 vom Geographical Names Board of Canada vergeben.

## Geologie
Der Narao Peak besteht aus Sedimentgestein, das während des Präkambriums bis zum Jura abgelagert wurde. Dieses in flachen Meeren entstandene Sedimentgestein wurde während der Laramischen Orogenese nach Osten und über die Spitze jüngeren Gesteins geschoben.

## Klima
Nach der Köppen-Geiger-Klassifikation hat der Narao Peak ein subarktisches Klima mit kalten, schneereichen Wintern und milden Sommern in den niederen Regionen und Tundrenklima in den höheren Lagen. Die Temperaturen können unter −20 °C fallen, mit Windchill-Faktoren unter −30 °C.

## Galerie

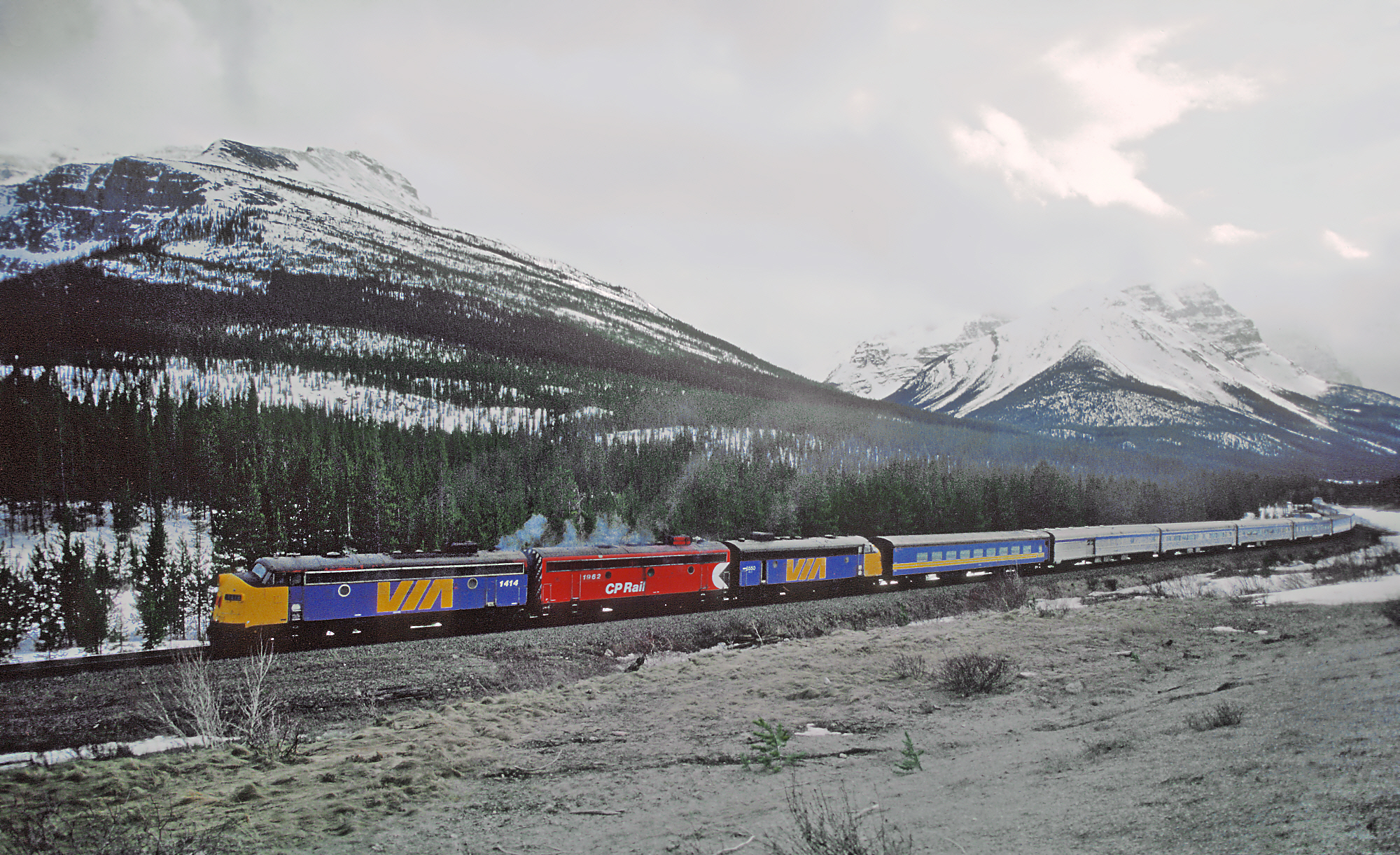
Narao Peak (oben links)
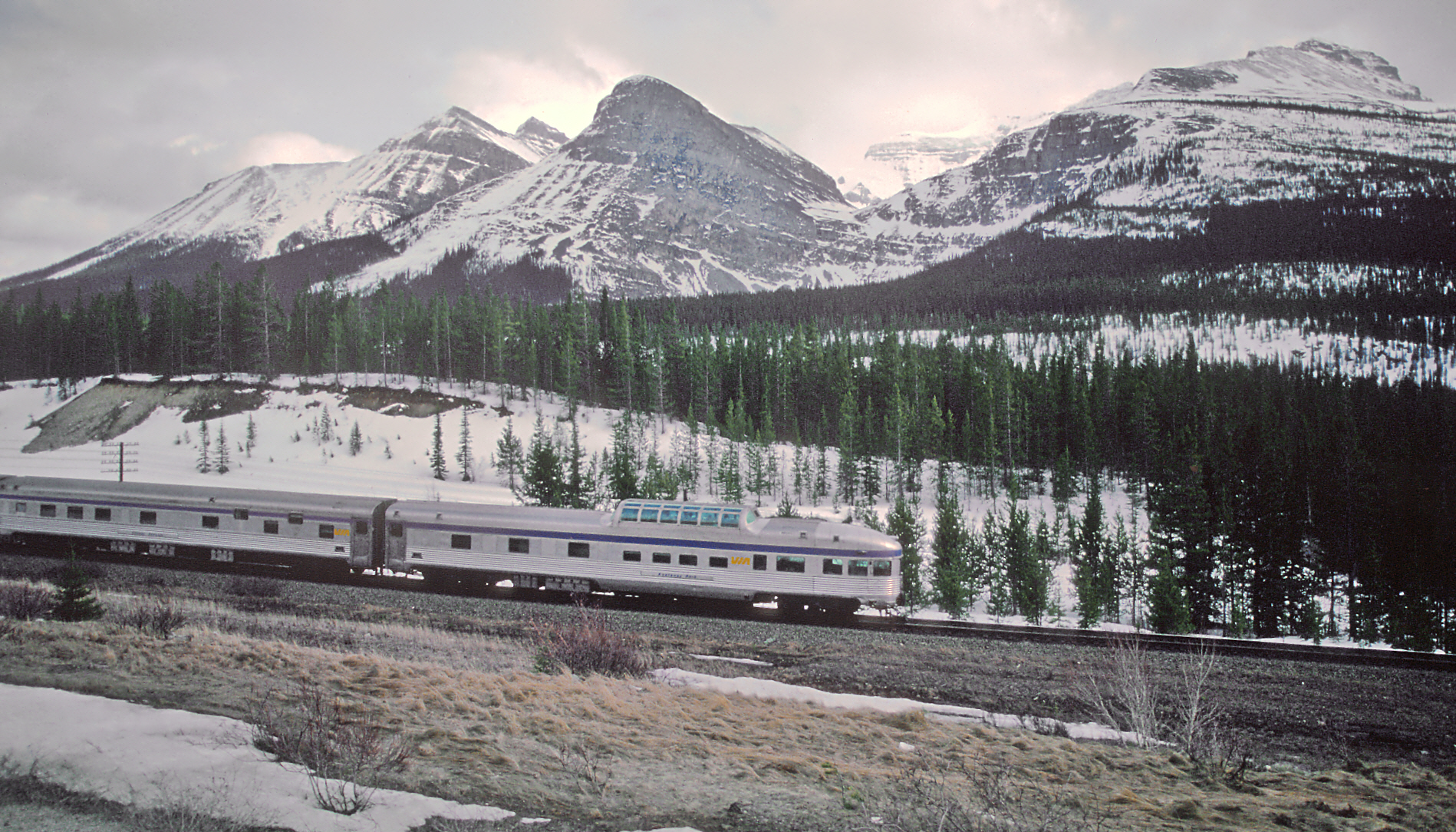
Narao Peak (oben rechts)